# Чечуров, Иван Анисимович
Иван Анисимович Чечуров (30 марта 1920, д. Гривенка — 14 февраля 1995, Златоуст) — лекальщик Златоустовского машиностроительного завода имени В. И. Ленина Министерства оборонной промышленности СССР, Герой Социалистического Труда (1966).

## Биография
Родился 30 марта 1920 года в деревне Гривенка Екатеринбургского уезда Екатеринбургской губернии (ныне — Нязепетровский район, Челябинская область).
После окончания школы ФЗУ при Златоустовском инструментальном заводе-комбинате им. В. И. Ленина в 1937 году стал работать слесарем-инструментальщиком в цехе калибров того же завода. Вся трудовая деятельность Ивана Анисимовича Чечурова была связана с этим заводом, который в 1948 году был переименован в Златоустовский машиностроительный завод им. В. И. Ленина.
Во время Великой Отечественной войны возглавил комсомольско-молодёжную бригаду и стал инициатором заводского движения «тысячников» — рабочих, чья выработка составляла более 1000 % от задания, то есть план перевыполнялся более, чем в 10 раз.
После войны работал на том же заводе слесарем-инструментальщиком и первым в цехе удостоился работы на самоконтроле с личным клеймом. В 1966 году призвал к трудовому почину «Пятилетку — в три года», а свою личную пятилетку он выполнил за два года. Активно участвовал в общественной жизни: неоднократно был избран членом цехового и заводского профсоюзного комитета, а также членом Челябинского обкома КПСС.
За досрочное выполнение семилетнего плана (1959—1965) и создание образцов новой техники Указом Президиума Верховного Совета СССР от 28 июля 1966 году Чечурову Ивану Анисимовичу было присвоено высокое звание Героя Социалистического Труда с вручением ордена Ленина и золотой медали «Серп и Молот». Был награждён также орденом «Знак Почёта» (1971)и медалью «За доблестный труд в Великой Отечественной войне 1941—1945 гг.».
6 сентября 1973 года решением № 365 исполкома Златоустовского городского Совета депутатов трудящихся Ивану Анисимовичу Чечурову было присвоено звание Почётного гражданина города Златоуст.
Скончался в Златоусте в 1995 году.

## Награды
- Звание Герой Социалистического Труда (Указ Президиума Верховного Совета СССР от 28 июля 1966 года;
- Золотая медаль «Серп и Молот» (28 июля 1966 — № 12328);
- Орден Ленина (28 июля 1966 — № 385613);
- Орден Знак Почёта
- Медаль «За доблестный труд в Великой Отечественной войне 1941—1945 гг.».